# Austin Toros 2013-2014
La stagione 2013-14 degli Austin Toros fu la 13ª nella NBA D-League per la franchigia.
Gli Austin Toros arrivarono sesti nella Central Division con un record di 19-31, non qualificandosi per i play-off.

## Roster
| N° | Naz.                   | Ruolo | Sportivo          | Anno | Alt. | Peso |
| -- | ---------------------- | ----- | ----------------- | ---- | ---- | ---- |
| 7  | Stati Uniti (bandiera) | G     | Tre Kelley        | 1985 | 183  | 85   |
| 7  | Stati Uniti (bandiera) | G     | Charlie Westbrook | 1989 | 193  | 89   |
| 9  | Canada (bandiera)      | G     | Myck Kabongo      | 1992 | 191  | 82   |
| 10 | Stati Uniti (bandiera) | G     | Carldell Johnson  | 1983 | 178  | 82   |
| 11 | Francia (bandiera)     | G     | Nando de Colo     | 1987 | 196  | 91   |
| 11 | Stati Uniti (bandiera) | G     | Greg Gantt        | 1991 | 188  | 93   |
| 14 | Stati Uniti (bandiera) | A     | Austin Daye       | 1988 | 211  | 91   |
| 14 | Stati Uniti (bandiera) | GA    | Terrance Woodbury | 1987 | 201  | 101  |
| 15 | Stati Uniti (bandiera) | A     | Josh Howard       | 1980 | 201  | 95   |
| 17 | Stati Uniti (bandiera) | G     | Jonathon Simmons  | 1989 | 198  | 88   |
| 18 | Stati Uniti (bandiera) | G     | Courtney Fells    | 1986 | 196  | 93   |
| 19 | Stati Uniti (bandiera) | A     | Jazwyn Cowan      | 1983 | 203  | 107  |
| 21 | Stati Uniti (bandiera) | G     | Cameron Bennerman | 1984 | 193  | 93   |
| 21 | Stati Uniti (bandiera) | AC    | Luke Zeller       | 1987 | 211  | 111  |
| 22 | Stati Uniti (bandiera) | G     | Ronald Murray     | 1979 | 191  | 91   |
| 23 | Stati Uniti (bandiera) | A     | Eric Dawson       | 1984 | 206  | 113  |
| 23 | Stati Uniti (bandiera) | AC    | Ben Strong        | 1986 | 211  | 100  |
| 24 | Stati Uniti (bandiera) | A     | Kyle Hunt         | 1989 | 203  | 104  |
| 32 | Stati Uniti (bandiera) | C     | Dexter Pittman    | 1988 | 211  | 129  |
| 34 | Australia (bandiera)   | C     | Aron Baynes       | 1986 | 208  | 118  |
| 41 | Stati Uniti (bandiera) | A     | Steven Smith      | 1983 | 206  | 113  |
| 50 | Stati Uniti (bandiera) | A     | Malcolm Thomas    | 1988 | 206  | 102  |

## Staff tecnico
- Allenatore: Ken McDonald
- Vice-allenatori: Anthony Carter, Mike Miller
- Preparatore atletico: Keith Abrams